# Archidikastes
Der Archidikastes war ein aus der ptolemäischen Zeit überkommener höherer Justizbeamter (Notar und Archivar) der römischen Provinz Ägypten, der seinen zentralen Sitz in Alexandria einnahm. Seine Kernkompetenz bestand in der Registrierung eingegangener Chirographa. Über seine Zuständigkeit im Urkunden- und Archivwesen hinaus, bereitete er Vollstreckungstitel im Grundstücksverkehr vor (Mahnverfahren). In diesem Verfahrensschritt behandelte er auch gegebenenfalls erhobene Schuldnereinwendungen. Da die Untersuchungen im Mahn- und Vollstreckungsverfahren der Erzrichter leitete, war das Amt des archidikastes bei ihm angesiedelt.
Während der Zeit, in der das Rom die Macht in Ägypten ausübte, war die regionale Rechtsprechung dem römischen Recht untergeordnet. Die hoheitliche Aufsicht darüber übte der praefectus Aegypti in seiner Funktion als Statthalter aus. Die ägyptische Gerichtsbarkeit verlor so ihre ursprüngliche Autonomie. Zwar blieben die ptolemäischen Ämter nominal aufrechterhalten, waren aber den neuen Bedingungen unterworfen. Das galt für den archidikastes als Archivjuristen, ebenso für den exegestes als Richter und für den idios logos als Verwaltungs- und Gerichtsbeamten für Fiskal- und Kultangelegenheiten. Umfänglich betroffen waren davon auch die strategoi und epistrategoi, die ihre Richterfunktionen in der Chora – auf dem Land beziehungsweise auf den zahlreichen Inseln – ausübten.
Römisches Recht galt vollumfänglich in den Bereichen Handel und Gewerbe. Auch im Status-, Erb-, und Familienrecht gab es dazu keine Abweichungen. Viele Vertragsformen bedurften einer Unterscheidung nach römischem und peregrinem Recht ohnehin nicht. Andererseits wies Aegyptus – untypisch für römische Provinzen – eine Besonderheit auf. Sie betraf das notarielle Beurkundungsrecht. Beurkundungen unterlagen grundsätzlich griechischem Recht, uneingedenk des Status des Antragstellers. Das galt auch vor Erlass der Constitutio Antoniniana, mit der das Bürgerrecht 212 auf bisherige Nichtrömer erweitert worden war.